# فلک‌الدین (محله)
فلک‌الدین (به لری: فله‌کین) یکی از محله‌های شمالی شهر خرم‌آباد است ساکنین این منطقه لک زبان و از ایل بیرانوند و دلفان هستند. این محله تا پیش از سال ۱۳۶۵ خورشیدی به عنوان یکی از روستاهای اطراف شهر محسوب می‌شد اما با گسترش جمعیت و رشد فیزیکی محدوده شهر به عنوان یکی از محلات خرم‌آباد به‌شمار آمد.